# Gornja Sokolovica
Gornja Sokolovica (cyr. Горња Соколовица) – wieś w Serbii, w okręgu zajeczarskim, w gminie Knjaževac. W 2011 roku liczyła 19 mieszkańców.